# Štrbe
Štrbe (szerbül: Штрбе), település Bosznia-Hercegovinában, a Bosanska Krajina keleti részén, Čelinac községben, a Szerb Köztársaságban. 

## Fekvése
A település Bosznia-Hercegovina északi részén, Banja Lukától légvonalban 10, közúton 20 km-re keletre, községközpontjától légvonalban 4, közúton 6 km-re északra, a Gozna és a Savića-patakok völgyében fekszik. 

## Népessége

### A település népessége
| Nemzetiségi csoport | Népesség 1991 | Népesség 2013 |
| ------------------- | ------------- | ------------- |
| Szerb               | 580           | 620           |
| Bosnyák             | 4             | 0             |
| Horvát              | 2             | 3             |
| Jugoszláv           | 18            | 0             |
| Egyéb               | 1             | 2             |
| Összesen            | 605           | 625           |

## Története
A térség 1878-ig tartozott az Oszmán Birodalomhoz, ekkor a berlini kongresszus határozata alapján az Osztrák-Magyar Monarchia része lett. 1879-ben az első osztrák-magyar népszámlálás során a Banja Luka-i járáshoz tartozó településnek 16 háztartása és 127 ortodox lakosa volt. 1910-ben a Banja Luka-i járáshoz tartozó településen 34 háztartást, 260 ortodox és 6 muszlim lakost találtak. A monarchia szétesésével 1918-ban előbb a Szerb-Horvát-Szlovén Királyság, majd 1929-től a Jugoszláv Királyság része. 1921-ben a településnek 701 ortodox és 17 görög katolikus lakosa volt. Az 1929-es törvény értelmében, amikor Bosznia-Hercegovinát négy banovinára, Drinskára, Vrbaskára, Zetskára és Primorskára osztották, a település a Vrbaska banovina része lett, amelynek székhelye Banja Luka volt. Jugoszlávia megszállása után a Független Horvát Állam (NDH) része lett. A daytoni békeszerződést követő területfelosztásnál a település Čelinac község részeként a Szerb Köztársaság területéhez került. 

## Nevezetességei
Szent Péter és Pál apostolok tiszteletére szentelt ortodox temploma a temetőben áll.